# Departament Central
El departament Central (castellà: Departamento Central) és un dels 17 departaments del Paraguai. El seu codi ISO 3166-2 és PY-11.

## Geografia
Situat al sud-oest del país, el departament és limítrof:
- al nord, amb el departament del Presidente Hayes ;
- al nord-est, amb el departament de la Cordillera ;
- a l'est i al sud-est, amb el departament de Paraguarí ;
- al sud, amb el departament de Ñeembucú ;
- a l'oest, amb l'Argentina, província de Formosa ;
- al nord-oest, amb el Districte Capital (vila d'Asunción).

## Economia
És el departament més poblat del país i també el més industrialitzat.